# Johann Christian Gottlieb Köhler
Johann Christian Gottlieb Köhler (Koehler) (Silesia, 30 de julio de 1759 - Kowary, 24 de octubre de 1833) fue un médico, y botánico alemán.
Era originario del pueblo de Silesia, cerca de la ciudad de Gёriszayffen Lёvenberg (hoy Lwowek Slaski, Polonia).
Köhler estudió especies del género Rubus, nativa de Silesia. Fue un pionero de varias descripciones de moras, descritos en una extensa monografía, remitiéndo los especímenes al herbario.
Johann Koehler murió en Schmiedeberg.

## Reconocimientos
- 1833, elegido miembro extranjero de la Real Academia Sueca de Ciencias

## Epónimos
- (Ranunculaceae) Aconitum koehleri Rchb.[1]
- (Rosaceae) Rubus koehleri Weihe & Nees ex Bluff & Fingerh.[2]